# Mościska
Mościska [pronunciación en polaco: /mɔɕˈt͡ɕiska/] es un pueblo ubicado en el distrito administrativo de Gmina Szczutowo, dentro del Condado de Sierpc, Voivodato de Mazovia, en el este de Polonia central. Se encuentra aproximadamente a 5 kilómetros al suroeste de Szczutowo, a 9 kilómetros al oeste de Sierpc, y a 125 kilómetros al noroeste de Varsovia.